# Нижний Булундык
Нижний Булундык — река в России, протекает по Онгудайскому району Республики Алтай. Устье реки находится в 6 км от устья реки Теньги по левому берегу. Длина реки составляет 11 км.

## Данные водного реестра
По данным государственного водного реестра России относится к Верхнеобскому бассейновому округу, водохозяйственный участок реки — Катунь, речной подбассейн реки — Бия и Катунь. Речной бассейн реки — (Верхняя) Обь до впадения Иртыша.